# Premonición (album)
Albums de David Bisbal
David Bisbal Sin mirar atrás
Singles
1. Quién me iba a decir
Sortie : 21 août 2006

Premonición est le troisième album de David Bisbal, sorti en 2006.

## Titres
| No  | Titre                                                                      | Auteur                                                        | Durée |
| --- | -------------------------------------------------------------------------- | ------------------------------------------------------------- | ----- |
| 1.  | Quién me iba a decir                                                       | Kike Santander                                                | 3:38  |
| 2.  | Silencio                                                                   | Santander                                                     | 3:31  |
| 3.  | Como la primera vez                                                        | Santander, David Bisbal                                       | 4:01  |
| 4.  | Torre de Babel (Reggaeton mix) (featuring Vicente Amigo et Wisin y Yandel) | Santander                                                     | 4:18  |
| 5.  | Amar es lo que quiero                                                      | David DeMaría                                                 | 3:29  |
| 6.  | Soldado de papel (featuring Tomatito)                                      | Bisbal, Rafa Vergara, Mauricio Gasca                          | 4:07  |
| 7.  | Premonición                                                                | Bisbal, Santander                                             | 4:06  |
| 8.  | Cuidar nuestro amor (I'll Never Let You Go)                                | Bisbal, Christina Christian, Christian Leuzzi, Emanuel Olsson | 3:46  |
| 9.  | Calentando voy (I'm Just Warmin' Up)                                       | Eric Sanicola, Filipol Carrins, D. Clench                     | 3:39  |
| 10. | Qué tendrás                                                                | Bisbal, Daniel Betancourt                                     | 4:04  |
| 11. | Amanecer sin tí                                                            | Bisbal, Vergara, Leuzzi                                       | 3:58  |
| 12. | Aquí y ahora                                                               | Bisbal, Gasca, Vergara                                        | 4:04  |
| 13. | Torre de Babel (db Original Mix) (featuring Vicente Amigo)                 | Santander                                                     | 3:15  |
| 14. | Torre de Babel (Remix de Wisin y Yandel) (featuring Wisin y Yandel)        | Santander                                                     | 4:23  |